# حفاظت‌گاه دولتی بوم‌شناسی تشعشعات پلوسی
حفاظت‌گاه دولتی بوم‌شناسی تشعشعات پلوسی (به لاتین: Polesie State Radioecological Reserve) یک منطقهٔ مسکونی در بلاروس است که در منطقه گومل واقع شده‌است.